# حسن فسایی
حاج حسن خان حسینی طبیب فسایی فارسی معروف به میرزا حسن حسینی فسایی (۱۲۳۷–۱۳۱۶ ه‍.ق) فرزند میرزا حسن نویسنده فارسنامه ناصری در سال ۱۳۱۳ ه‍.ق است.

## خاندان
میرزا حسن حسینی فسائی از خاندان کهن سادات دشتکی است و «دشتک» نام یکی از محلات قدیمی شیراز است که تا عهد کریم خان زند یکی از محلات مستقل شیراز بود اما در این دوران چون حصار شیراز را کوچک کردند این محله را با محله سردزک و بازار مرغ به هم پیوستند و بخشی از آن را جزء محله لب آب قرار دادند. جماعتی از افراد این خاندان که اکثر از اولاد سید علی خان بودند به فسا رفتند و در دهکده تنککرم و … سکونت گزیدند و در شهر فسا مقامات اداری و سیاسی و در روستاهای آن، علائق ملکی پیدا کردند. پدر میرزا حسن از این دسته است که در شیراز رشد کرد و به رونیز علیا رفت و در همان‌جا به سال ۱۲۳۷ درگذشت.

## زندگی
میرزا حسن حسینی فسائی بنابر آنچه خود در فارسنامه ناصری نگاشته‌است سومین فرزند پسر خانواده خویش بود که در سال ۱۲۳۷ در شهر فسا متولد شد اما سه ماه پیش از تولدش، پدر خود را از دست داده بود و مادر برای زنده نگه داشتن نام و یاد شوهر او را حسن نامید ولی خود مادر نیز چندی بعد فوت کرد و میرزا حسن تا ده سالگی در سرپرستی مادربزرگ و سپس برادر ارشدش قرار گرفت و به کسب علم و ادب پرداخت.
میرزا حسن فسائی، دو همسر اختیار کرد که نخستین آن‌ها دختر میرزا سید علی نیاز بود که بعدها فلج شد و دومین آنها مریم دختر حاجی ملا آقا بابا تاجر شیرازی بود که میرزا حسن پس از اجازه از همسر اول با وی ازدواج کرد. میرزا حسن دو فرزند پسر از همسر اول به نام‌های سید علی و میرزا جواد و ۸ فرزند (۴ پسر و ۴ دختر) از همسر دوم داشت.